# Пендаровский, Стево
Стево Стока Пендаровский (макед. Стево Стока Пендаровски; род. 3 апреля 1963, Скопье) — македонский политический и государственный деятель, политолог. Президент Северной Македонии с 12 мая 2019 по 12 мая 2024 года.

## Образование и академическая карьера
Получил степень бакалавра права в Университете Святых Кирилла и Мефодия в 1987 году. Позже получил степень магистра и доктора в области политологии в том же университете.
С 2008 года — доцент в области международной безопасности, внешней политики и глобализации в Университете «Американский колледж» в Скопье. Был кандидатом на президентских выборах 2014 года от Социал-демократического союза Македонии (занял второе место). Победил на президентских выборах 2019 года, набрав более 51 % голосов избирателей.

## Политическая карьера
В 1998—2001 годах Пендаровский работал помощником министра по связям с общественностью в Министерстве внутренних дел и начальником аналитического и исследовательского отдела этого министерства. Затем стал советником президента Бориса Трайковского по вопросам национальной безопасности и внешней политики с 2001 года до его смерти в 2004 году. После возглавляет Государственную избирательную комиссию (2004—2005 годах). Советник президента Бранко Црвенковского в 2005—2009 годах.

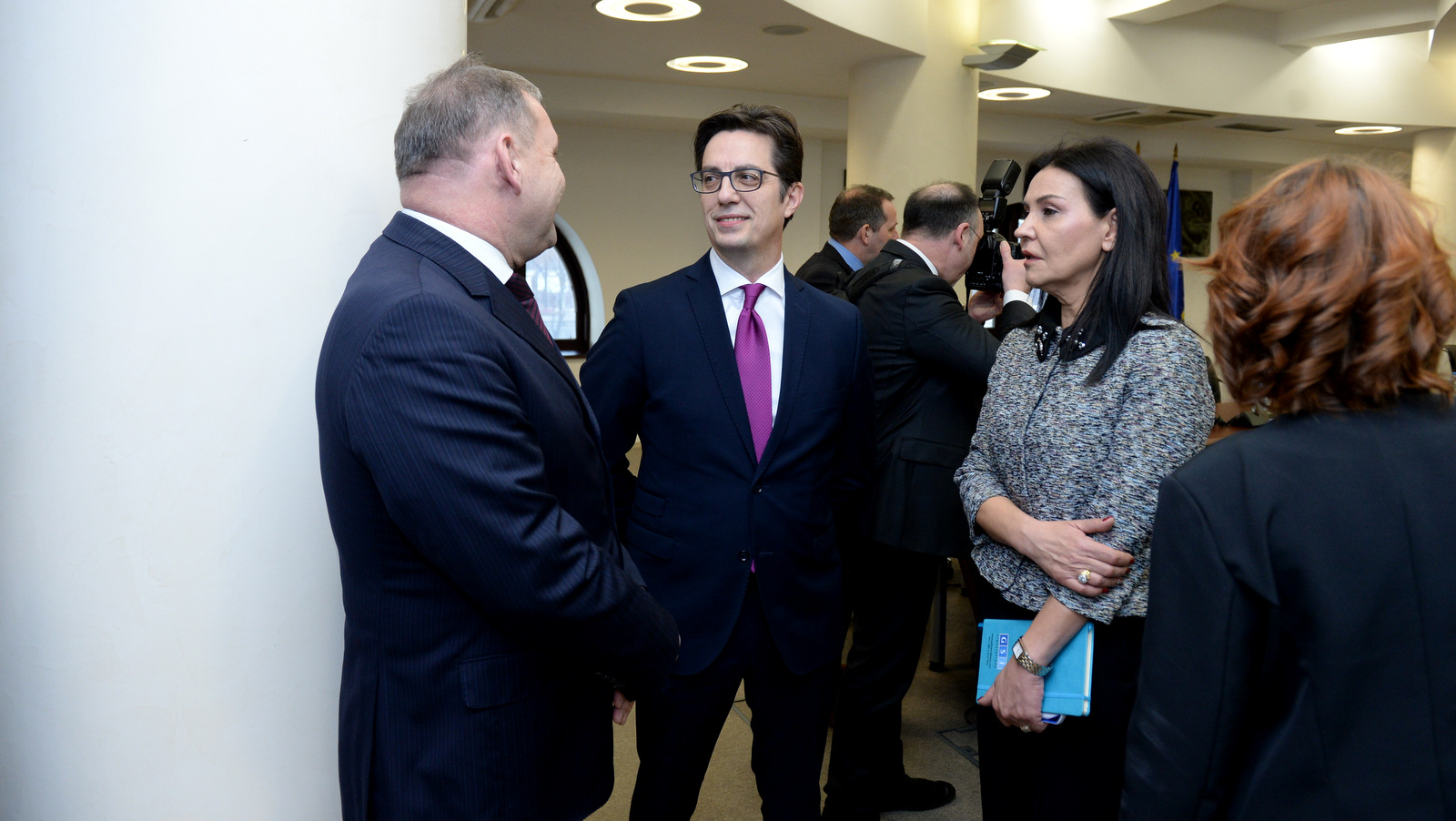
Стево Пендаровский во время встречи с генеральным секретарём НАТО Йенсом Столтенбергом 18 января 2018 года

В 2008 году Пендаровский начал преподавать в Американском колледже университета в Скопье. Некоторые из областей, которые он преподавал и исследовал, включают: международные отношения, разведку и национальную безопасность, геополитику, глобализацию, внешнюю политику США, внешнюю политику и политику безопасности Европейского союза, малые государства в международных отношениях и прочее.
Кандидат в президенты на выборах 2014 года (от партии СДСМ) и 2019 году (от СДСМ и Демократического союза за интеграцию) годов.

## Президент Северной Македонии
В 2019 году в первом туре, который прошёл 21 апреля, большинство голосов набрал Стево Пендаровский. Из-за того, что никто из кандидатов не получил больше 50 % голосов, в Северной Македонии на 5 мая 2019 года были проведены выборы второго тура между двумя кандидатами, набравшими наибольшее количество голосов избирателей в первом туре. Во втором туре победу одержал Стево Пендаровский, набрав 51,66 % голосов при явке 46,70 % избирателей.
Во время пандемии COVID-19 Пендаровский ввёл первое в истории Северной Македонии чрезвычайное положение для сдерживания распространения коронавируса, что подготовило почву для парламентских выборов 2022 года.
В феврале 2022 года Стево Пендаровский был замечен  в городе Гостивар, идущим в школу с 11-летней девочкой Эмблой Адеми, у которой синдром Дауна, после того, как узнал, что она подвергается буллингу.

## Личная жизнь
Пендаровский женат на Элизабете Гёргиевской, докторе, работающем в Клинике детской и профилактической стоматологии и профессоре стоматологического факультета в Скопье. У пары есть один ребёнок Огнен.